# Holzach (Familie)
Vertreter der Familie Holzach sind erstmals 1240 als Eigenleute der Grafen von Rapperswil bezeugt. Vom 13. bis 16. Jahrhundert sind Träger des Namens Holzach in Zürich, Bern, Baden und Liestal  nachgewiesen.
Der ab 1385 belegte Spengler Conzmann Holzach begründete die Basler Linie. Sein Sohn Konrad Holzach war Mönch zu St. Urban und später Abt zu Lützel und nahm an den Konzilien von Konstanz und Basel teil. Oswald Holzach († 1495), ein Enkel von Conzmann, betätigte sich als Kaufmann und erlangte 1481 das Amt eines Oberstzunftmeisters (2. Amt nach dem Bürgermeister). Danach erlebte die Familie einen langsamen gesellschaftlichen Niedergang. Oswalds Sohn Eucharius Holzach und dessen Sohn Onophrion († 1552) wurden noch Mitglieder des Kleinen Rats. In den nachfolgenden Generationen war die Familie nur noch im Grossen Rat vertreten.
Erst in der zweiten Hälfte des 18. Jahrhunderts fanden wieder einzelne Familienmitglieder Eingang in die städtische Elite. Der Maler Hieronymus Holzach (1733–1793) war 1772–1774 eidgenössischer Landvogt in Mendrisio, der Theologe Hans Conrad Holzach (1753–1826) wurde 1784 Konrektor am Gymnasium und 1814 Dekan des Farnsburger Kapitels. Andere Familienmitglieder betätigten sich als Kaufleute und Unternehmer. Der Bierbrauer Dietrich Holzach (1836–1905) begründete eine Linie in Aarau, aus welcher der Bankmanager Robert Holzach, Verwaltungsratspräsident der SBG (Schweizerischen Bankgesellschaft) hervorging.